# Варшавский повстанческий крест
Знак отличия «Варшавский повстанческий крест» — государственная награда Польской Народной Республики.

## История
Варшавский повстанческий крест учрежден Указом Сейма Польской Народной Республики от 7 июля 1981 года. Этим же Указом учреждены положение и описание знака отличия.
В соответствии с положением крестом Варшавского восстания награждались военнослужащие и гражданские лица, принимавшие непосредственное участие в Варшавском восстании 1944 года. Этой награды могли быть удостоены как граждане Польши, так и иностранные граждане, которые своими действиями содействовали проведению восстания.
Варшавский повстанческий крест мог быть вручен родственникам погибшего участника восстания как память.
Первое награждение крестом Варшавского восстания состоялось в дни празднования 37-й годовщины Варшавского восстания. Среди первых награждённых были: бригадный генерал Ян Мазуркевич («Радослав»), бригадный генерал Франтишек Каминский, полковник Мария Виттек.
Крест имел одну степень, и награждение им производилось один раз.
Награждение крестом Варшавского восстания производилось от имени Президиума Сейма ПНР.
Варшавский повстанческий крест носится на левой стороне груди после креста Великопольского восстания.

## Описание знака
Варшавский повстанческий крест имеет вид равностороннего прямоугольного греческого креста, плечи которого с лицевой стороны расчерчены продольными бороздками на шесть равных частей. Изготавливался из посеребренного оксидированного нейзильбера.
На лицевой стороне креста в центральной его части помещена композиция, состоящая из нарукавной повязки участников восстания и якоря – символа польских повстанцев. Нарукавная повязка покрыта эмалью белого цвета (верхняя половина) и красного цвета (нижняя половина). Изображение якоря гладкое, полированное. На горизонтальных плечах креста проставлена дата начала восстания:
- на левом плече – I.VIII;
- на правом плече – 1944.

Якорь представляет собой комбинацию, состоящую из двух стилизованных латинских букв «P» и «W» (Polska Walcząca), расположенных друг над другом.
На оборотной стороне креста на его горизонтальных плечах сделана надпись: «POWSTAŃCOM WARSZAWY». Надпись проходит сквозь расположенный в центральной части креста венок овальной формы, образованный из переплетенных ветвей лавра.
Оборотная сторона креста гранулированная, окаймленная по периметру гладким полированным бортиком.
Все надписи и изображения на кресте выпуклые, полированные.
Размеры креста 43 х 43 мм, основание 8 мм, повязка 17 х 8 мм, ширина бортика 1,5 мм.

## Лента
Лента Варшавского повстанческого креста — шёлковая муаровая многоцветная шириной 40 мм. Посредине ленты проходят две продольные полосы белого и красного цвета шириной 7 мм каждая. По обе стороны от них расположены чередующиеся полоски голубого и черного цвета (три голубые и две чёрные). Ширина голубых полосок 3 мм, чёрных — 2 мм.
Кольцо, соединяющее крест с лентой, с лицевой стороны покрыто орнаментом.

## Неофициальная награда
Крест Варшавского восстания (пол. Krzyż Powstania Warszawskiego) — неофициальная награда польских солдат во время Варшавского восстания 1944 года. Изготавливались из захваченных немецких Железных крестов, с приколотой довоенной монетой в 1 злотый в центре над свастикой, с гербом Польши, котвицей и надписью 1944. По разным сведениям, награда давалась за убийство офицера СС в рукопашном бою или же за любые другие проявления храбрости.
Известно только одно воспоминание о ней.